# Eero Lehtonen
Eero Lehtonen (Mikkeli, 21 aprile 1898 – Helsinki, 9 novembre 1959) è stato un multiplista finlandese, medaglia d'oro nella gara di pentathlon ai Giochi olimpici di Anversa 1920 e Parigi 1924.

## Palmarès
| Anno | Manifestazione  | Sede    | Evento     | Risultato | Punteggio |
| ---- | --------------- | ------- | ---------- | --------- | --------- |
| 1920 | Giochi olimpici | Anversa | Pentathlon | Oro       | 14        |
| 1924 | Giochi olimpici | Parigi  | Pentathlon | Oro       | 14        |